# Gospostvo Vianen
Do leta 1725 je bilo gospostvo Vianen, tudi dežela Vianen, območje, ki ni spadalo pod Nizozemsko republiko, ampak kot del nemškega cesarstva. Čeprav uradno do tedaj ni bila del republike, se je tako štela. Plačevala je tudi letni prispevek Republiki. Leta 1725 so območje kupili Stanovi Holandije in Zahodne Frizije, ki je tako postalo del območja  Holandije.

## Zgodovina
Dežela Vianen je bila tradicionalno svobodno gospostvo, ki je sprva pripadalo grofiji Teisterbant. Nahaja se na mejnem območju med grofijo Holandijo, vojvodstvom Gelders in Knezoškofijo Utrecht, gospodom Vianenskim je med ustanovitvijo teh domen uspelo ostati neodvisnih.
Prvi znani gospodar Vianena je bil Zweder Vianenski v trinajstem stoletju, sin Huberta Beusichemskega, gospodarja Culemborga. Gospostvo izvira iz Zwederjeve gradnje gradu Op de Bol leta 1213, po drugih virih pa že leta 1190.
Poroka Henrika I. Vianenskega (umrl 1352) s Katarino uten Goye je družini pripeljala v posest vikontstvo Utrechta. Vendar pa so bile pravice, ki bi lahko izhajale iz tega naslova v mestu Utrecht, minimalne.
Dedovanje gospostva Vianen je šlo od sina do sina v družini Vianenskih do smrti Henrika Vianenskega leta 1417. Takrat je s poroko njegove hčerke Johane Vianenske z Walravenom I. Brederodskim gospostvo prišlo v last rodbine Brederodskih. Po smrti Reinalda II. leta 1473 je prišlo do oboroženega boja za regentstvo nad njegovim mladoletnim sinom Walravnom II. Spor se je končal leta 1480.
Člani družine Brederodskih so igrali pomembno vlogo v uporu proti španski oblasti, kjer so uporabili tudi svoj status vladarjev države, ki ni bila del Španske Nizozemske.
Zadnji gospod Vianenski iz rodbine Brederodskih je bil Wolfert, ki je umrl leta 1679. Nasledila ga je njegova sestra Hedvika Neža (Agnes). Po njeni smrti leta 1684 jo je nasledila hči njene polsestre: Amalija, vikontka Dohna (umrla leta 1700). Amalija je bila poročena z grofom Simonom Henrikom Lippejskim, zaradi česar je dežela Vianen postala personalna unija z grofijo Lippe.
Vnuk tega para, princ Simon Henrik Adolf, je iskal kupca za gospostvo. Ker Stanovi Holandije niso želeli tvegati, da bi kupec postal tuji monarh, so gospostvo leta 1725 kupili. Knezi Lippejski so še do leta 1918 uporabljali grb Vianena in Ameide ter naslov vikont Utrechta.
Ob ustanovitvi Batavske republike leta 1795 so v Vianenu potekali protesti proti priključitvi dežele, ki pa niso imeli učinka.

## Območje
Deželo Vianen so sestavljale naslednji kraji:
- mesto Vianen (s polderji Bloemendaal, Bolgbedrijven in Autena)
- Piling in Boeicop
- Lexmond in Achthoven
- Lakerveld
- Meerkerk in Blommendaal

Z gospostvom Vianen so bili povezani:
- visoko gospostvo Ameide
- gospostvo Tienhoven

## Grb
Grb gospostva je bil sestavljen iz dveh polj, enega za Vianen in enega za Ameide. Kasnejši občinski grb Ameide ni enak temu. 

## Gospodje Vianenski
| obdobje   | ime              | rojen      | umrl       | rodbina                           |
| --------- | ---------------- | ---------- | ---------- | --------------------------------- |
| 1318-1346 | Sveder           |            | 1346       |                                   |
| 1346-1352 | Henrik I.        |            | 3-10-1352  | sin                               |
| 1352-1391 | Gijsbert         | ±1320      | 21-8-1391  | sin                               |
| 1391-1417 | Henrik II.       | ±1357      | 17-4-1417  | sin                               |
| 1417-1417 | Walraven I.      | 1370       | 1-12-1417  | zet                               |
| 1417-1473 | Reinald II.      | 1415       | 16-10-1473 | sin                               |
| 1473-1531 | Walraven II.     | 8-1-1462   | 1531       | sin                               |
| 1531-1556 | Reinald III.     | 4-9-1492   | 25-9-1556  | sin                               |
| 1556-1568 | Henrik III.      | 20-12-1531 | 15-2-1568  | sin                               |
| 1568-1584 | Reinald IV.      |            | 1584       | bratranec, vnuk Walravena II.     |
| 1584-1614 | Walraven III.    |            | -12-1614   | sin                               |
| 1614-1620 | Walraven IV.     | 1597       | 19-1-1620  | bratranec, vnuk Reinalda IV.      |
| 1620-1655 | Johan Wolfert    | 12-6-1599  | 3-9-1655   | brat                              |
| 1655-1679 | Wolfert          | 18-11-1649 | 17-6-1679  | sin                               |
| 1679-1684 | Hedvika Agnes    | 18-8-1643  | 27-11-1684 | sestra                            |
| 1684-1700 | Amalija Dohnaška | 2-2-1645   | 11-3-1700  | nečakinja, hči starejše polsestre |
| 1700-1718 | Friderik Adolf   | 20-9-1667  | 18-7-1718  | sin                               |
| 1718-1725 | Simon Henrik     | 25-1-1694  | 12-10-1734 | sin                               |